# Nekrolog 3. Quartal 1908
Nekrolog
◄◄
| ◄
| 1904
| 1905
| 1906
| 1907
| 1908 | 1909 | 1910 | 1911 | 1912 | ► | ►►
1. Quartal |
2. Quartal |
3. Quartal |
4. Quartal 1908
Weitere Ereignisse | Allgemeiner Nekrolog 1908
Die Beschreibung der verstorbenen Person sollte so kurz wie möglich gehalten sein und nur deren signifikante Tätigkeit(en) enthalten.
Neue Namen ggf. auch unter dem Geburts- und Sterbedatum, also etwa unter 1. Januar und im Geburts- und Sterbejahr (2024) eintragen (nur bei entsprechender großer Wichtigkeit). Für Beispiele siehe die schon vorhandenen Artikel.
Außerdem über die fünf zuletzt Verstorbenen, zu denen es einen ausreichend guten Artikel für eine Präsentation auf der Hauptseite gibt, nach der todesbedingten Überarbeitung der Artikel ggf. auch unter Wikipedia Diskussion:Hauptseite informieren und sie am besten auch in den anderen Wikipedia-Sprachversionen eintragen. Tipp: Regelmäßig bei news.google.de nach „ist tot“, „gestorben“ oder „verstorben“ suchen.
Wenn eine Person gestorben ist, gibt es viele Seiten zu dieser Person in der Wikipedia, die davon auch betroffen sind und entsprechend aktualisiert werden müssen. Beispiele: Namenübersichtsseite, Geburtsjahr, Geburtsort-Seiten und viele mehr.
Wie finde ich die betroffenen Seiten?
Im Suchfeld auf der linken Seite gibt man den Suchbegriff so ein: „Vorname Nachname“. Dann klickt man auf Volltext und alle Seiten mit entsprechendem Suchtext werden aufgerufen. Hier sieht man dann schnell, wo auch das Todesjahr Sinn macht oder sogar ein Teil des Artikels angepasst werden muss. Auch hilft das „Werkzeug“ auf der linken Seite sehr gut, um solche Seiten aufzufinden: „Links auf diese Seite“. Somit ist die Wikipedia wieder aktuell in allen Bereichen! Hinweis: bei Eintragung der Kategorie „Gestorben JAHR“ wird der Missbrauchsfilter 49 ausgelöst, was jedoch nicht schlimm ist. Siehe: Spezial:Missbrauchsfilter/49
Dies ist eine Liste von im dritten Quartal 1908 verstorbenen bekannten Persönlichkeiten. Die Einträge erfolgen innerhalb der einzelnen Daten alphabetisch sortiert. Tiere sind im Nekrolog für Tiere zu finden.

## Juli
| Tag      | Name                                      | Beruf, bekannt als                                                                                             | Alter | Beleg |
| -------- | ----------------------------------------- | --- | ----- | ----- |
| 2. Juli  | Johannes Doebel                           | deutscher Politiker und Versicherungsfachmann                                                                  | 72    |       |
| 2. Juli  | Wilhelm Grube                             | deutscher Sinologe                                                                                             | 52    |       |
| 2. Juli  | Oskar Liebreich                           | deutscher Mediziner und Pharmakologe                                                                           | 69    |       |
| 3. Juli  | Joel Chandler Harris                      | US-amerikanischer Schriftsteller                                                                               | 59    |       |
| 3. Juli  | Nikolai Pawlowitsch Ignatjew              | russischer General und Diplomat                                                                                | 76    |       |
| 4. Juli  | Antonie Brehmer-Gaffron                   | deutsche Schriftstellerin                                                                                      | 75    |       |
| 4. Juli  | Anthonius Brouwer                         | niederländischer Kirchenmaler, Lithograf und Zeichner                                                          | 80    |       |
| 4. Juli  | Edwin R. Reynolds                         | US-amerikanischer Politiker                                                                                    | 92    |       |
| 4. Juli  | Eberhard Schrader                         | deutscher Alttestamentler und Altorientalist, der die Assyriologie in Deutschland begründete                   | 72    |       |
| 4. Juli  | Bernhard Stoewer                          | deutscher Mechaniker und Unternehmer (Stettin)                                                                 | 74    |       |
| 5. Juli  | Gaston Cougny                             | französischer Historiker und Biograf                                                                           | 50    |       |
| 5. Juli  | Jonas Lie                                 | norwegischer Erzähler und Dramatiker                                                                           | 74    |       |
| 5. Juli  | Misag Medzarents                          | westarmenischer Dichter                                                                                        | 22    |       |
| 5. Juli  | Károly Than                               | ungarischer Chemiker                                                                                           | 73    |       |
| 5. Juli  | Walery Antoni Wróblewski                  | polnischer Revolutionär und General der Pariser Kommune                                                        | 71    |       |
| 6. Juli  | Felipe G. Calderon                        | philippinischer Rechtsanwalt, Autor                                                                            | 40    |       |
| 6. Juli  | Walter von Loë                            | preußischer Offizier, zuletzt Generalfeldmarschall sowie Generaladjutant des Kaisers                           | 79    |       |
| 6. Juli  | Gregor Münst                              | deutscher Verwaltungsbeamter                                                                                   | 67    |       |
| 6. Juli  | Albert Regel                              | schweizerisch-russischer Mediziner, Botaniker, Zentralasienforscher und Archäologe                             | 62    |       |
| 6. Juli  | Sidney S. Warner                          | US-amerikanischer Politiker                                                                                    | 79    |       |
| 6. Juli  | Joseph Wolny                              | deutscher Geistlicher und Politiker (Zentrum), MdR                                                             | 64    |       |
| 7. Juli  | Adolf Wiebe                               | deutscher Bauingenieur                                                                                         | 82    |       |
| 7. Juli  | Friedrich Willmer                         | Mühlen- und Waggonbauer sowie Ziegeleibesitzer                                                                 | 85    |       |
| 8. Juli  | Eugen von Olszewski                       | preußischer Generalmajor                                                                                       | 82    |       |
| 10. Juli | Georg Barlösius                           | deutscher Illustrator, Grafiker, Typograf, Lithograf und Maler                                                 | 44    |       |
| 10. Juli | Elisabeth von Sachsen-Weimar-Eisenach     | Prinzessin von Sachsen-Weimar-Eisenach, Herzogin zu Sachsen und Herzogin zu Mecklenburg                        | 54    |       |
| 10. Juli | Hermann Karsten                           | deutscher Botaniker                                                                                            | 90    |       |
| 11. Juli | Alfred Allen Curtis                       | US-amerikanischer Geistlicher, Bischof von Wilmington                                                          | 77    |       |
| 11. Juli | Eberhard von Oertzen                      | deutscher Naturforscher                                                                                        | 52    |       |
| 11. Juli | Friedrich Adolf Traun                     | deutscher Olympiasieger im Tennis-Herrendoppel 1896                                                            | 32    |       |
| 12. Juli | Constantin Dausch                         | deutscher Bildhauer                                                                                            | 66    |       |
| 12. Juli | Heinrich Adolf Mohrhoff                   | deutscher Kaufmann                                                                                             | 82    |       |
| 13. Juli | Henri de Merode-Westerloo                 | belgischer Politiker, langjähriger Außenminister und Senatspräsident                                           | 51    |       |
| 14. Juli | William Mason                             | US-amerikanischer Pianist, Komponist und Musikpädagoge                                                         | 79    |       |
| 14. Juli | Gustav Mayr                               | österreichischer Entomologe                                                                                    | 77    |       |
| 14. Juli | Alphons Spring                            | Genremaler der Münchner Schule                                                                                 | 65    |       |
| 14. Juli | Washington H. Timmerman                   | US-amerikanischer Politiker                                                                                    | 76    |       |
| 14. Juli | Clementine von Wallmenich                 | deutsche Krankenschwester und Generaloberin der Schwesternschaften des Deutschen Roten Kreuzes                 | 59    |       |
| 15. Juli | Hermann Moritz Pabst                      | deutscher Lehrer, Lepidopterologe und Dichter                                                                  | 74    |       |
| 16. Juli | Georg Mack                                | deutscher Unternehmer und Politiker                                                                            | 82    |       |
| 16. Juli | Marie Meyer                               | deutsche Schauspielerin                                                                                        | 67    |       |
| 16. Juli | René Panhard                              | französischer Automobilpionier                                                                                 | 67    |       |
| 17. Juli | Fritz von Kaufmann                        | deutscher Rittergutsbesitzer und Politiker (NLP), MdR                                                          | 54    |       |
| 17. Juli | Andreas Thiel                             | Bischof von Ermland (1886–1908)                                                                                | 81    |       |
| 18. Juli | Bertha von Brukenthal                     | österreichische Komponistin                                                                                    | 62    |       |
| 18. Juli | Otto Pfleiderer                           | deutscher protestantischer Theologe                                                                            | 68    |       |
| 18. Juli | Heinrich Otto Reddersen                   | deutscher Pädagoge und Sozialpfleger                                                                           | 81    |       |
| 18. Juli | Wilhelm Vigier                            | Schweizer Politiker                                                                                            | 69    |       |
| 19. Juli | Gustav von Golz                           | preußischer General der Infanterie                                                                             | 74    |       |
| 20. Juli | Federico Chueca                           | spanischer Pianist und Komponist                                                                               | 62    |       |
| 20. Juli | Franz Josef Ehrhart                       | deutscher Politiker (SPD), MdR                                                                                 | 55    |       |
| 20. Juli | Friedrich von Loesewitz                   | deutscher Rittergutsbesitzer und Politiker, MdR                                                                | 89    |       |
| 20. Juli | Eduard Spiegler                           | österreichischer Dermatologe                                                                                   | 47    |       |
| 20. Juli | Dimitrios Vikelas                         | griechischer Sportfunktionär und der erste Präsident des Internationalen Olympischen Komitees (IOC)            | 73    |       |
| 20. Juli | Karl Bernhard Zoeppritz                   | deutscher Geophysiker und Seismologe                                                                           | 26    |       |
| 21. Juli | Camille Chabaneau                         | französischer Romanist und Provenzalist                                                                        | 77    |       |
| 22. Juli | William Randal Cremer                     | britischer Politiker und Friedensnobelpreisträger                                                              | 80    |       |
| 22. Juli | Richard Crowley                           | US-amerikanischer Politiker                                                                                    | 71    |       |
| 22. Juli | Carlo Nocella                             | italienischer katholischer Theologe und Kardinal                                                               | 81    |       |
| 23. Juli | Dmitri Alexandrowitsch Agrenew-Slawjanski | russischer Sänger und Chorleiter                                                                               | 73    |       |
| 23. Juli | Grete Beier                               | deutsche Mörderin                                                                                              | 22    |       |
| 23. Juli | Wernher von Quistorp                      | Gutsbesitzer und preußischer Politiker                                                                         | 51    |       |
| 23. Juli | Josef Waßler                              | Bildschnitzer und Kunsttischler                                                                                | 67    |       |
| 24. Juli | Rudolf Denhardt                           | deutscher Sprachtherapeut                                                                                      | 63    |       |
| 24. Juli | Walter Leistikow                          | deutscher Maler und Grafiker                                                                                   | 42    |       |
| 24. Juli | Vilhelm Lilljeborg                        | schwedischer Zoologe                                                                                           | 91    |       |
| 25. Juli | Heinrich Dolmetsch                        | deutscher Architekt                                                                                            | 62    |       |
| 26. Juli | Georg Ellendt                             | deutscher Historiker und Gymnasialdirektor                                                                     | 68    |       |
| 26. Juli | Jane de la Vaudère                        | französische Schriftstellerin des Naturalismus, eine Vertreterin des Fin de siècle (Dekadenzdichtung)          | 51    |       |
| 26. Juli | Marc Willem du Tour van Bellinchave       | niederländischer Politiker, Justizminister und kommissarischer Außenminister                                   | 72    |       |
| 27. Juli | Friedrich von Barnekow                    | deutscher Verwaltungsbeamter                                                                                   | 60    |       |
| 27. Juli | Ulrich Dürrenmatt                         | schweizerischer konservativer Journalist und Politiker                                                         | 59    |       |
| 27. Juli | José Ferenczy                             | österreichischer Opernsänger und Theaterleiter                                                                 | 56    |       |
| 27. Juli | Sebastian Haidacher                       | österreichischer Geistlicher, römisch-katholischer Kirchenhistoriker                                           | 42    |       |
| 27. Juli | Paul Homeyer                              | deutscher Organist                                                                                             | 54    |       |
| 28. Juli | Ludwig Friedrich von Böltz                | württembergischer Oberamtmann                                                                                  | 89    |       |
| 28. Juli | Ludwig Kotelmann                          | deutscher Theologe, Lehrer, Augenarzt und Medizinhistoriker                                                    | 68    |       |
| 28. Juli | Llewellyn Powers                          | US-amerikanischer Politiker                                                                                    | 71    |       |
| 29. Juli | Marie Adam-Doerrer                        | deutsch-schweizerische Frauenrechtlerin                                                                        | 70    |       |
| 29. Juli | Paul Grohmann                             | österreichischer Alpinist                                                                                      | 70    |       |
| 29. Juli | Heinrich Halmhuber                        | deutscher Maler und Architekt                                                                                  | 56    |       |
| 29. Juli | Samuel W. T. Lanham                       | US-amerikanischer Politiker und Gouverneur des Bundesstaates Texas (1903–1907)                                 | 62    |       |
| 29. Juli | Wilhelm Schüch                            | österreichischer Naturwissenschaftler und der bedeutendste Ingenieur des Zweiten Brasilianischen Kaiserreiches | 84    |       |
| 29. Juli | Cuno von Uechtritz-Steinkirch             | deutscher Bildhauer                                                                                            | 52    |       |
| 30. Juli | James Budd                                | 19. Gouverneur von Kalifornien                                                                                 | 57    |       |
| 30. Juli | Johannes Anton Larraß                     | sächsischer Offizier, zuletzt Generalleutnant                                                                  | 75    |       |

## August
| Tag        | Name                                | Beruf, bekannt als | Alter | Beleg |
| ---------- | ----------------------------------- | --- | ----- | ----- |
| 1. August  | Michael Lauerer                     | deutscher Politiker, Mitglied der Bayerischen Abgeordnetenkammer                                                      | 87    |       |
| 2. August  | Fredrik Franson                     | schwedisch-US-amerikanischer Evangelist                                                                               | 56    |       |
| 2. August  | Albert Venn                         | US-amerikanischer Lacrossespieler                                                                                     | 40    |       |
| 2. August  | Carl Werckshagen                    | deutscher Theologe, Pastor, Schriftsteller und Redakteur                                                              | 44    |       |
| 3. August  | Edward W. Greenman                  | US-amerikanischer Politiker                                                                                           | 68    |       |
| 3. August  | Hermann von Lucanus                 | preußischer Staatsrat und Chef des Geheimen Zivilkabinetts                                                            | 77    |       |
| 4. August  | William B. Allison                  | US-amerikanischer Politiker (Republikanische Partei)                                                                  | 79    |       |
| 4. August  | Giuseppe Chiarini                   | italienischer Romanist, Italianist und Literaturkritiker                                                              | 74    |       |
| 5. August  | Fritz Loescher                      | deutscher Fachautor für Fotografie, Feuilletonist und Kunstkritiker                                                   | 34    |       |
| 5. August  | Gustav Adolf Vodel                  | deutscher Jurist und konservativer Politiker, MdL (Königreich Sachsen)                                                | 77    |       |
| 6. August  | Johannes Hubertus Leonardus de Haas | niederländischer Landschafts- und Tiermaler                                                                           | 76    |       |
| 6. August  | Léon Bazile Perrault                | französischer Maler                                                                                                   | 76    |       |
| 6. August  | Antonio Starabba di Rudinì          | italienischer Politiker                                                                                               | 69    |       |
| 7. August  | Heinrich Siegmund Blanckertz        | deutscher Unternehmer                                                                                                 | 85    |       |
| 7. August  | Moritz Lindeman                     | deutscher Stenograph und Journalist                                                                                   | 85    |       |
| 7. August  | Ludwig Emil Puttrich                | sächsischer Jurist und Parlamentarier                                                                                 | 84    |       |
| 8. August  | Alfred Mathieu Giard                | französischer Biologe                                                                                                 | 62    |       |
| 8. August  | Joseph Maria Olbrich                | österreichischer Architekt                                                                                            | 40    |       |
| 8. August  | Christian Schneller                 | österreichischer Philologe, Lyriker, Epiker und Volkskundler                                                          | 76    |       |
| 9. August  | August Thurnher                     | österreichischer Beamter und Politiker                                                                                | 71    |       |
| 10. August | Ignaz Hirsch                        | preußischer Mediziner und Königlich Preußischer Geheimer Sanitätsrat                                                  | 73    |       |
| 10. August | Louise Chandler Moulton             | US-amerikanische Dichterin, Erzählerin, Kinderbuchautorin und Kritikerin                                              | 73    |       |
| 10. August | Arthur Ranc                         | französischer Politiker, Journalist und Schriftsteller                                                                | 76    |       |
| 10. August | John Q. Tufts                       | amerikanischer Politiker                                                                                              | 68    |       |
| 11. August | Alexis Hansky                       | russischer Astronom                                                                                                   | 38    |       |
| 11. August | Hermann Settegast                   | deutscher Agrarwissenschaftler                                                                                        | 89    |       |
| 11. August | Heinrich von Siebold                | österreichischer Archäologe                                                                                           | 56    |       |
| 11. August | Ainsworth Rand Spofford             | Leiter der Library of Congress                                                                                        | 82    |       |
| 13. August | Ira D. Sankey                       | Sänger und musikalischer Leiter bei Evangelisationsveranstaltungen, Komponist geistlicher Lieder im White Gospel-Stil | 67    |       |
| 14. August | Anton Giulio Barrili                | italienischer Dichter                                                                                                 | 71    |       |
| 14. August | Friedrich Paulsen                   | deutscher Pädagoge und Philosoph                                                                                      | 62    |       |
| 15. August | Johann Georg Schaefer               | deutscher Kunsthistoriker, Erzieher und Pädagoge                                                                      | 85    |       |
| 15. August | Porter Sheldon                      | US-amerikanischer Politiker                                                                                           | 76    |       |
| 15. August | Willy Sulzbacher                    | französischer Fechter                                                                                                 | 32    |       |
| 15. August | Louis Sussmann-Hellborn             | deutscher Bildhauer, Maler, Kunstsammler und Unternehmer                                                              | 80    |       |
| 16. August | Orville D. Baker                    | US-amerikanischer Anwalt und Politiker                                                                                | 60    |       |
| 16. August | Alfred Boyd                         | kanadischer Politiker                                                                                                 |       |       |
| 19. August | Lambert Bumiller                    | deutscher Rittergutsbesitzer und Politiker (Zentrum), MdR                                                             | 55    |       |
| 19. August | William G. Laidlaw                  | US-amerikanischer Politiker                                                                                           | 68    |       |
| 20. August | Louisa Bassano                      | britische Opernsängerin                                                                                               | 90    |       |
| 20. August | Gustav Ipavec                       | slowenischer Komponist                                                                                                | 77    |       |
| 20. August | Albert Kündig                       | Schweizer Unternehmer und Politiker                                                                                   | 70    |       |
| 20. August | Louis Varney                        | französischer Komponist                                                                                               | 64    |       |
| 20. August | Albert Cornelis Vreede              | niederländischer Indologe                                                                                             | 68    |       |
| 21. August | Mwezi IV. Gisabo                    | König von Burundi |       |       |
| 22. August | Oakes Murphy                        | US-amerikanischer Politiker                                                                                           | 58    |       |
| 23. August | Hermann Speck von Sternburg         | deutscher Diplomat und Kunstsammler                                                                                   | 56    |       |
| 24. August | Bai Bureh                           | sierra-leonischer Häuptling und Krieger                                                                               | 68    |       |
| 24. August | Sigmund Hirsch                      | deutscher Unternehmer                                                                                                 | 63    |       |
| 24. August | Karl Borwin zu Mecklenburg          | Mitglied des großherzoglichen Hauses Mecklenburg-Strelitz                                                             | 19    |       |
| 24. August | Eduard Lotichius                    | deutscher Unternehmer und Politiker (Nationalliberal)                                                                 | 60    |       |
| 24. August | Eleuthère Mascart                   | französischer Physiker                                                                                                | 71    |       |
| 24. August | Ludwig Stahl                        | österreichischer Offizier, Theaterschauspieler, -regisseur und -leiter                                                | 52    |       |
| 25. August | Henri Becquerel                     | französischer Physiker und Entdecker der Radioaktivität                                                               | 55    |       |
| 25. August | Gottfried Schmitt                   | deutscher Jurist | 80    |       |
| 25. August | Miguel Tornquist                    | argentinischer Pianist und Komponist                                                                                  | ≈35   |       |
| 26. August | Christian Hagans                    | deutscher Ingenieur und Gründer der Hagans-Werke                                                                      | 78    |       |
| 26. August | Wilhelm Meves                       | deutscher Schauspieler                                                                                                | 60    |       |
| 27. August | Thorvald Bindesbøll                 | dänischer Architekt und Kunstgewerbler                                                                                | 62    |       |
| 27. August | Kilian Keller                       | deutscher Landwirt, Bürgermeister und Politiker (NLP), MdR                                                            | 68    |       |
| 27. August | William Freeman Vilas               | US-amerikanischer Politiker                                                                                           | 68    |       |
| 28. August | Heinrich van Eyken                  | deutscher Komponist und Musikpädagoge                                                                                 | 47    |       |
| 28. August | Alexander Wassiljewitsch Poehl      | russischer Chemiker und Apotheker                                                                                     | 58    |       |
| 28. August | Knud Sehested                       | dänischer Politiker                                                                                                   | 57    |       |
| 28. August | Eugene Semple                       | US-amerikanischer Politiker                                                                                           | 68    |       |
| 29. August | Johan Gustaf Hjalmar Kinberg        | schwedischer Zoologe                                                                                                  | 88    |       |
| 29. August | Horaz Krasnopolski                  | österreichischer Jurist                                                                                               | 65    |       |
| 29. August | Karl Rudolf Sohn                    | deutscher Maler | 63    |       |
| 30. August | Giovanni Fattori                    | italienischer Maler                                                                                                   | 82    |       |
| 30. August | Robert von Gaupp                    | württembergischer Staatsrat und Landtagsabgeordneter                                                                  | 72    |       |
| 30. August | Lawrence Parsons, 4. Earl of Rosse  | irischer Adliger und Astronom                                                                                         | 67    |       |
| 30. August | Edmund von Schumacher               | Schweizer Politiker                                                                                                   | 49    |       |
| 30. August | Josef Schwarzer                     | deutscher Schrittmacher                                                                                               | 27    |       |
| 31. August | Leslie Green                        | britischer Architekt                                                                                                  |       |       |

## September
| Tag           | Name                              | Beruf, bekannt als                                                                             | Alter | Beleg |
| ------------- | --------------------------------- | ---------------------------------------------------------------------------------------------- | ----- | ----- |
| 1. September  | Alexander Nikolajewitsch Korkin   | russischer Mathematiker                                                                        | 71    |       |
| 1. September  | Antonie Milberg                   | deutsche Schulgründerin- und Leiterin                                                          | 53    |       |
| 2. September  | Theodor Peters                    | deutscher Ingenieur und Vorsitzender sowie Direktor des VDI                                    | 66    |       |
| 3. September  | Willy Heydenreich                 | sächsischer Oberstleutnant                                                                     | 50    |       |
| 3. September  | Cornelis Pijnacker Hordijk        | niederländischer Jurist und Staatsmann                                                         | 61    |       |
| 4. September  | Rūdolfs Blaumanis                 | lettischer Schriftsteller                                                                      | 45    |       |
| 4. September  | Eduard Müller                     | deutscher Reichsgerichtsrat                                                                    | 53    |       |
| 5. September  | Carl von Hänisch                  | preußischer Offizier, zuletzt General der Kavallerie                                           | 79    |       |
| 5. September  | Edwin Mackinnon Liebert           | britisch-deutscher Maler                                                                       | 50    |       |
| 6. September  | Max Klein                         | deutscher Bildhauer                                                                            | 61    |       |
| 6. September  | Friedrich Veith                   | deutscher Erfinder und Unternehmer                                                             | 48    |       |
| 8. September  | Paul Knapp                        | deutscher Gymnasiallehrer, Archäologe und Altphilologe                                         | 56    |       |
| 9. September  | Franz Obert                       | siebenbürgisch-sächsischer evangelischer Theologe, Schriftsteller, Schulreformer und Politiker | 79    |       |
| 10. September | Maximilian Falk                   | ungarischer Publizist und Politiker                                                            | 79    |       |
| 11. September | Otto Lob                          | deutsch-amerikanischer Dirigent und Komponist                                                  | 73    |       |
| 11. September | Ludwig Seitz                      | italienischer Kunstmaler, deutscher Abstammung                                                 | 64    |       |
| 12. September | Friedrich Fischbach               | deutscher Dessinateur, Ornamentist und Lithograf                                               | 69    |       |
| 12. September | Alexander Freytag von Loringhoven | deutscher Jurist, Archivar und Schriftsteller                                                  | 59    |       |
| 12. September | Julius Ludowieg                   | Bürgermeister in Harburg, heute Ortsteil von Hamburg                                           | 78    |       |
| 12. September | Emil Naglo                        | deutscher Elektrotechniker und Industrieller                                                   | 63    |       |
| 12. September | Ike Weir                          | britischer Boxer und Normalausleger                                                            | 41    |       |
| 13. September | Edmund Kretschmer                 | deutscher Organist und Komponist                                                               | 78    |       |
| 13. September | Placidus Wolter                   | deutscher Ordensgeistlicher und Benediktinerabt                                                | 80    |       |
| 15. September | Friedrich Adler                   | deutscher Architekt, Baubeamter und Bauforscher                                                | 80    |       |
| 15. September | Georg Adler                       | deutscher Nationalökonom                                                                       | 45    |       |
| 15. September | Alexander Hilbck                  | deutscher Bergwerksdirektor und Politiker (NLP), MdR                                           | 66    |       |
| 15. September | Samuel Hirszenberg                | polnisch-jüdischer Maler                                                                       | 43    |       |
| 17. September | Henri Julien                      | kanadischer Maler und Karikaturist                                                             | 56    |       |
| 17. September | Thomas E. Selfridge               | US-amerikanischer Luftfahrtpionier                                                             | 26    |       |
| 18. September | Alexander Wilder                  | US-amerikanischer Mediziner, Journalist, Autor, Rosenkreuzer und Theosoph                      | 85    |       |
| 19. September | Max Apelt                         | deutscher Verwaltungsjurist und Kommunalbeamter                                                | 46    |       |
| 19. September | Friedrich Ferdinand von Dalberg   | Mitglied des österreichischen Herrenhauses                                                     | 85    |       |
| 20. September | Salomon Neumann                   | Berliner Armenarzt und Statistiker                                                             | 88    |       |
| 20. September | Rudolf Ringger                    | Schweizer Maler, Lehrer und Kupferstecher                                                      | 67    |       |
| 20. September | Viktor Rintelen                   | deutscher Jurist und Politiker (Zentrum), MdR                                                  | 82    |       |
| 20. September | Jacob Riss                        | deutscher Müller und Politiker (Zentrum), MdR                                                  | 70    |       |
| 20. September | Nicolás Salmerón                  | spanischer Politiker und Universitätsdozent                                                    | 70    |       |
| 20. September | Pablo de Sarasate                 | spanischer Geiger und Komponist                                                                | 64    |       |
| 21. September | Ernest Francisco Fenollosa        | US-amerikanischer Philosoph und Volkswirtschaftler an der Universität Tokyo                    | 55    |       |
| 23. September | Mark L. De Motte                  | US-amerikanischer Politiker                                                                    | 75    |       |
| 23. September | Arnold Güldenpfennig              | deutscher Architekt                                                                            | 77    |       |
| 23. September | Jadwiga Łuszczewska               | polnische Schriftstellerin und Dichterin der Romantik                                          | 74    |       |
| 23. September | James Moser                       | deutsch-österreichischer Physiker                                                              | 56    |       |
| 24. September | Emanuel Löw                       | Politiker des Schweizer Kantons Basel-Landschaft                                               | 74    |       |
| 24. September | William C. Lyon                   | US-amerikanischer Politiker                                                                    | 67    |       |
| 24. September | Henry Redpath                     | englischer anglikanischer Theologe und Septuagintaforscher                                     | 60    |       |
| 25. September | Carlo Caputo                      | italienischer Diözesanbischof, Apostolischer Nuntius in Bayern                                 | 64    |       |
| 26. September | Samuel Duvall                     | US-amerikanischer Bogenschütze                                                                 | 72    |       |
| 26. September | Karl Freytag                      | deutscher Zootechniker und Agrarwissenschaftler                                                | 77    |       |
| 27. September | Eduard von Brauchitsch            | deutscher Bezirksamtmann und Regierungsrat in Kamerun                                          |       |       |
| 27. September | Anna Grobecker                    | deutsche Operettensängerin                                                                     | 81    |       |
| 27. September | Friedrich Reindel                 | deutscher Scharfrichter                                                                        | 84    |       |
| 27. September | Johanna Willborn                  | deutsche Pädagogin und Schriftstellerin                                                        | 70    |       |
| 29. September | Joaquim Maria Machado de Assis    | brasilianischer Autor                                                                          | 69    |       |
| 29. September | Abraham Lissauer                  | deutscher Arzt und Archäologe                                                                  | 76    |       |
| 29. September | Wilhelm Reiß                      | deutscher Forschungsreisender und Vulkanologe                                                  | 70    |       |
| 30. September | Alfred Thompson Bricher           | US-amerikanischer Landschaftsmaler der Hudson River School                                     | 71    |       |
| 30. September | Karol Estreicher                  | polnischer Wissenschaftler, Bibliograf und Übersetzer                                          | 80    |       |
| 30. September | Arthur Osann senior               | deutscher Jurist und Politiker (NLP), MdR                                                      | 78    |       |
| 30. September | Gustav Adam Schwanhäußer          | deutscher Unternehmer                                                                          | 68    |       |